# Cinara saskensis
Cinara saskensis är en insektsart. Cinara saskensis ingår i släktet Cinara och familjen långrörsbladlöss. Inga underarter finns listade i Catalogue of Life.